# Björnas Gustas grynnan
Björnas Gustas grynnan är en ö i Finland. Den ligger i Norra kvarken eller Bottenhavet och i kommunen Malax i den ekonomiska regionen  Vasa i landskapet Österbotten, i den västra delen av landet. Ön ligger omkring 43 kilometer väster om Vasa och omkring 380 kilometer nordväst om Helsingfors.
Öns area är 0,5 hektar och dess största längd är 120 meter i sydväst-nordöstlig riktning.